# Le roi l’a dit
Le roi l’a dit (deutsch: Der König hat’s gesagt) ist eine Opéra-comique in drei Akten des französischen Komponisten Léo Delibes; das Libretto schuf Edmond Gondinet. Ihre Uraufführung erlebte diese Oper am 24. Mai 1873 an der Opéra-Comique in Paris.

## Handlung

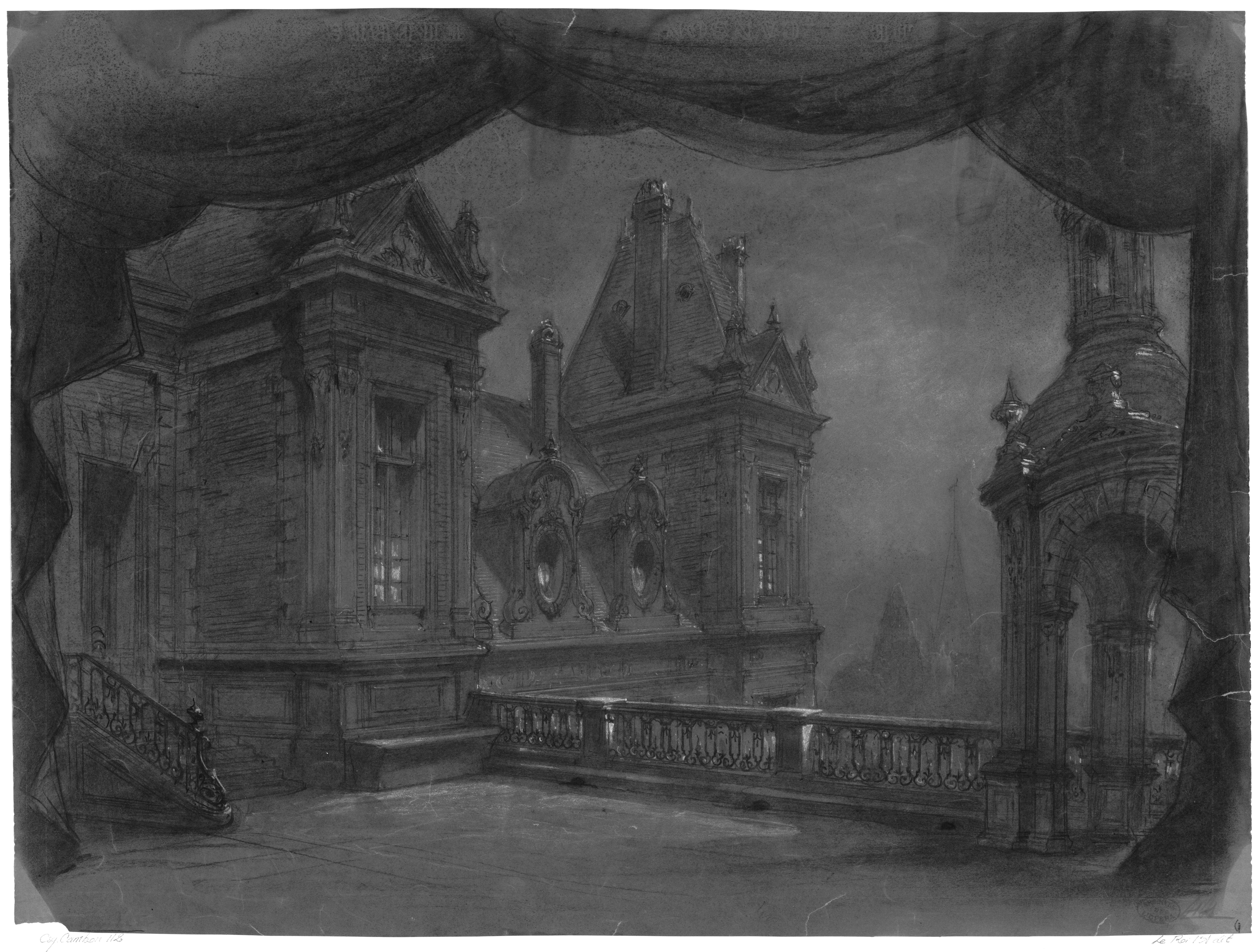
Bühnenbild-Entwurf von Charles Cambon, 1873

Der Lieblingspapagei von Mme de Maintenon war entflogen und Marquis de Moncontour hatte die Ehre und Freude, diesen wieder einzufangen.
Zum Dank dafür verwendet sich Mme de Maintenon für den Marquis und stellt ihn König Louis XIV. vor. Als der König das Wort an ihn richtet, ist er derart verwirrt, dass er behauptet einen Sohn zu haben. Da der Marquis aber nur vier Töchter hat, adoptiert er kurz entschlossen den Bauern Benoît und stellt ihn bei Hof als seinen Sohn vor.
Benoît genießt sein Leben am Hof und gibt dort den „Grandseigneur“. Da er aber allerhand Streiche inszeniert, zweifeln immer mehr Leute an seiner adeligen Herkunft. Als er ein Kloster anzündet, um seine vier Stiefschwestern zu befreien, die dort erzogen werden, entgleist dieser Streich. Die komplette Klosteranlage fällt den Flammen zum Opfer, und in der Folge muss sich Benoît einem Duell stellen. Als er dabei verletzt wird, nimmt Marquis de Montcour dies zum Anlass, seinen „Sohn“ für tot zu erklären.
König Louis XIV. versucht, die Trauer des Marquis zu lindern und erhebt ihn kurzerhand in den Fürstenstand. Zur Feier des Tages bekommt Benoît die Zofe Javotte zur Ehefrau. Mitten im Jubel der Anwesenden fällt der Vorhang.

## Instrumentation
Die Orchesterbesetzung der Oper enthält die folgenden Instrumente:
- Holzbläser: zwei Flöten, zwei Oboen, zwei Klarinetten, zwei Fagotte
- Blechbläser: vier Hörner, zwei Trompeten, drei Posaunen
- Pauken, Schlagzeug: Triangel, Große Trommel, Becken
- Streicher

## Werkgeschichte
Die Uraufführung fand am 24. Mai 1873 an der Opéra-Comique in Paris unter der musikalischen Leitung von Adolphe Deloffre statt. Die Bühne stammte von Charles A. Cambon und Philippe Chaperon. Es sangen Paul Lhérie (Benoît), Jean-Vital Jammes „Ismaël“ (Marquis de Moncontour), Charles-Louis Sainte-Foy (Miton), Paul Fleuret „Barnolt“ (Pacôme), François Bernard (Baron de Merlussac), Joseph Thiérry (Gautru), Marguérite-Marie Sophie Pollart „Priola“ (Javotte), Ganetti (Marquis de Flarembel), Julia Reine (Marquis de la Bluette), Antoinette-Jeanne Révilly (Marquise de Moncontour), Marguerite Chapuy (Philomène), J. Nadaud (Chimène), Guillot (Agathe) und Berthe Thibault (Angélique).
Die Librettisten Ferdinand Gumbert und Adolf Schirmer übersetzten die Texte, und in deutscher Sprache war Der König hat’s gesagt erstmals 1874 in Wien zu sehen. Nach Deutschland kam sie einige Jahre später und wurde erstmals 1877 in Berlin auf die Bühne gebracht.
1898 bearbeitete Philippe Gille dieses Werk und kürzte es auf zwei Akte. In dieser Form hatte diese Oper dann ebenfalls an der Opéra-Comique (Paris) ihre Premiere.